# Therese von Liechtenstein

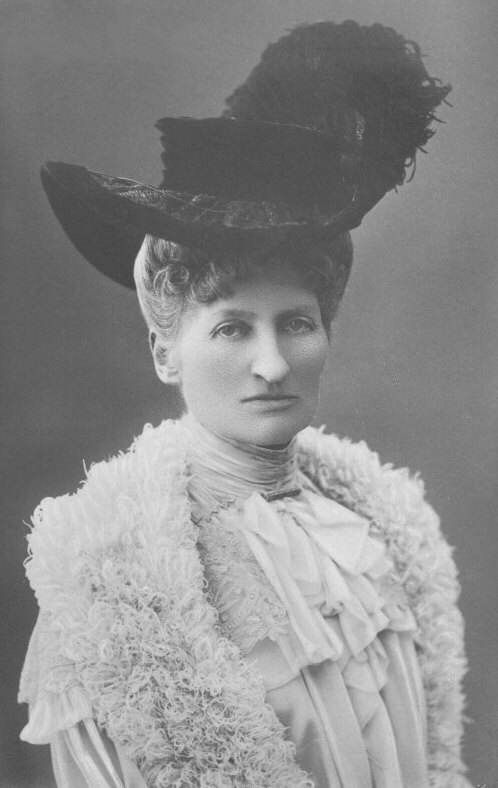
Therese von Liechtenstein

Therese Maria Josepha Martha (* 28. Juli 1850 auf Schloss Liechtenstein; † 13. März 1938 in München) war eine Prinzessin von und zu Liechtenstein und durch Heirat Prinzessin von Bayern.

## Leben
Sie war eine Tochter von Alois II. Maria Joseph Johann Baptista Joachim Philipp Nerius, Fürst von und zu Liechtenstein (1796–1858) und seiner Frau Franziska, geborene Gräfin Kinsky von Wchinitz und Tettau (1813–1881).
Therese heiratete in Wien am 12. April 1882 den Prinzen Arnulf von Bayern, jüngster Sohn des bayrischen Prinzregenten Luitpold. Ihr einziger Sohn Heinrich (1884–1916) fiel im Ersten Weltkrieg.
Beigesetzt ist sie neben ihrem Gemahl in der Theatinerkirche in München.